# Эффект тетриса

Одна из версий игры «Тетрис». Люди, которые продолжительное время играли в «Тетрис», могли видеть во сне движущиеся блоки и прочие образы из этой игры.

Эффект Тетриса (также известен как «синдром Тетриса») может возникать в случаях, когда человек уделяет слишком много внимания и времени некой деятельности, вплоть до того, что начинает видеть характерные для этой деятельности образы во сне, в мыслях, а также в реальном мире. В первую очередь, конечно, «эффект Тетриса» характерен для различных игр, причём не только компьютерных. Не всегда этот эффект связан с деятельностью в играх, иногда и от деятельности в реальном мире.

## Примеры
- Люди, которые на протяжении долгого времени играли в «Тетрис», могут видеть характерные падающие блоки во сне[2] или периодически задумываться о компактном совмещении различных форм из реального мира, замечая «пустые места» среди коробок в супермаркете или в массивах зданий на улице. Именно из-за этого данный эффект имеет такое название.
- Люди, увлекающиеся скоростной сборкой кубика Рубика, могут часто непроизвольно в голове визуализировать алгоритмы сборки этой головоломки.
- После продолжительных сеансов игры в аркады, где нужно лавировать между препятствиями и быстро уклоняться от врагов, человек может чувствовать потребность держаться подальше от объектов в реальном мире.
- Человек, который долго пробыл на корабле в море, при возвращении на землю может ещё некоторое время ощущать иллюзию качки.
- Несколько суток ехавший на поезде может воспринимать как стук колёс любой шум.
- Программисты после долгой работы могут видеть сны, где фигурируют фрагменты кода[3].
- Математики во сне могут видеть числа и формулы.
- Музыканты после долгого разучивания нот или какой-то определенной части партитуры во сне начинают видеть или проигрывать тексты нот.
- После длительной игры в шахматах также замечен данный феномен.
- Игроки в Factorio после игры на протяжении от 15-20 часов вплоть до 1500 часов часто видят конвееры и другие элементы игры, пытаясь решить "проблемы"[4].

## История исследования
Самые первые наблюдения данного эффекта были сделаны ещё в 1994 году в статье «This is Your Brain on Tetris», опубликованной в майском номере американского журнала «Wired». Затем в 1996 году была публикация в американском издании «Philadelphia City Paper», где был впервые употреблён впоследствии прижившийся термин — «эффект Тетриса».
Впрочем, наиболее раннее упоминание сути этого феномена можно найти в стихотворении «Вирус», написанном писателем-фантастом Нилом Гейманом в 1987 году.